# قبر الجندي المجهول

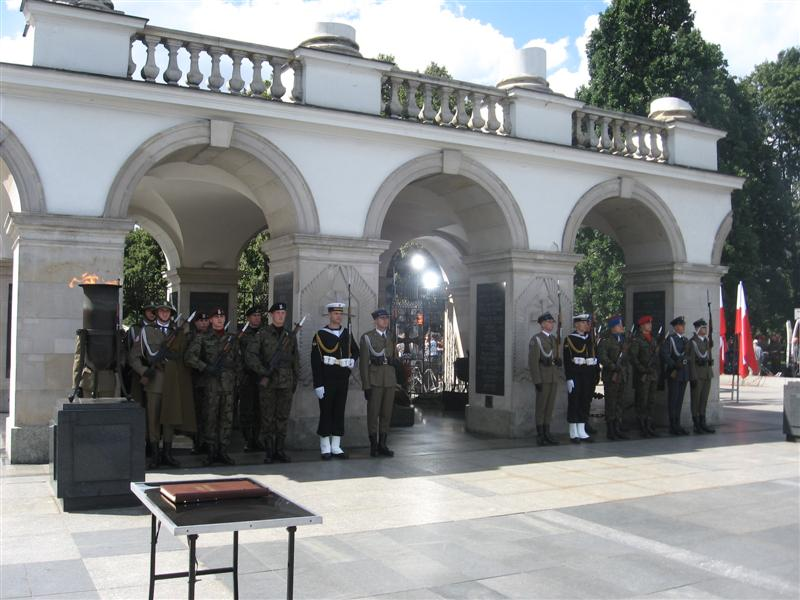
قبر الجندي المجهول في وارسو

قبر الجندي المجهول تقليد اتبعته بعض الدول الأوروبية وبعض دول الشرق بعد الحرب العالمية الأولى ويرمز إلى الإستشهاد في سبيل الدفاع عن الوطن.

## التاريخ
لقد رأى المسؤولون في دول الحلفاء أن جثث الكثيرين من الجنود الذين لقوا حتفهم في المعارك لا يمكن التعرف عليها. وقررت حكومات كل من بلجيكا وفرنسا وبريطانيا وإيطاليا والولايات المتحدة الأمريكية، تكريم ذكرى هؤلاء الجنود بطريقة خاصة. فقامت كل حكومة باختيار جندي مجهول رمزي ودفنه في العاصمة القومية ، أو بالقرب منها، ثم بنت نصبا تذكاريا أو ضريحا تكريما له.
قد يعود أول ضريح للجندي المجهول إلى عام 1858 وهو ضريح "جندي المشاة" في فريدريكا في الدنمارك بعد حرب سكيلسفيغ الأولى
ويعود ضريح مهم آخر إلى عام 1866 الذي وضع في الولايات المتحدة الأمريكية بعد أحداث الحرب الأهلية هناك بين الشمال والجنوب لكن بداية الأمر كتقليد فعلي أخذت مكانها بعد أحداث الحرب العالمية الأولى والتي بلغ عدد الضحايا والجنود الذين لم يكن بالإمكان التعرف على هويتهم عدداً هائلاً ويعتقد أن بداية التقليد أخذت طريقها بعد تأسيس ضريح الجندي المجهول على مدخل قوس النصر في باريس في فرنسا عام 1920 .

## في الوطن العربي
- تم إنشاء ضريح للجندى المجهول في القاهرة عاصمة مصر بعد حرب أكتوبر عام 1973
- نصب الجندي المجهول في العراق
- النصب التذكاري للجندي المجهول بمدينة نصر
- النصب التذكاري للجندي المجهول بالإسكندرية
- نصب الجندي المجهول في سوريا
- نصب الجندي المجهول في غزة
- نصب الجندي المجهول في صنعاء
- قبر الجندي المجهول في المغرب بمدينة مكناس (مقبرة الحمرية)
- نصب الجندي المجهول في الأردن